# (181871) 1999 CO153
1999 سي أو 153 (ويعرف أيضًا باسم (181871) 1999 سي أو 153 وفق تسمية الكوكب الصغير) (بالإنجليزية: 1999 CO153)‏ هو كويكب ضمن حزام الكويكبات؛ وترتيبه 181871 من حيث الاكتشاف.
اكتُشف هذا الجُرم الفلكي بواسطة جين لوو في 12 فبراير 1999.

## وصلات خارجية
- (181871) 1999 CO153 في قاعدة بيانات مختبر الدفع النفاث لأجرام النظام الشمسي الصغيرة

- الاكتشاف · مخطط المدار ·  العناصر المدارية · المعلمات المادية

- (181871) 1999 CO153 على موقع ويكي سكاي: DSS2, SDSS, GALEX, IRAS, Hydrogen α, X-Ray, Astrophoto, Sky Map, Articles and images